# آنتن حلقوی

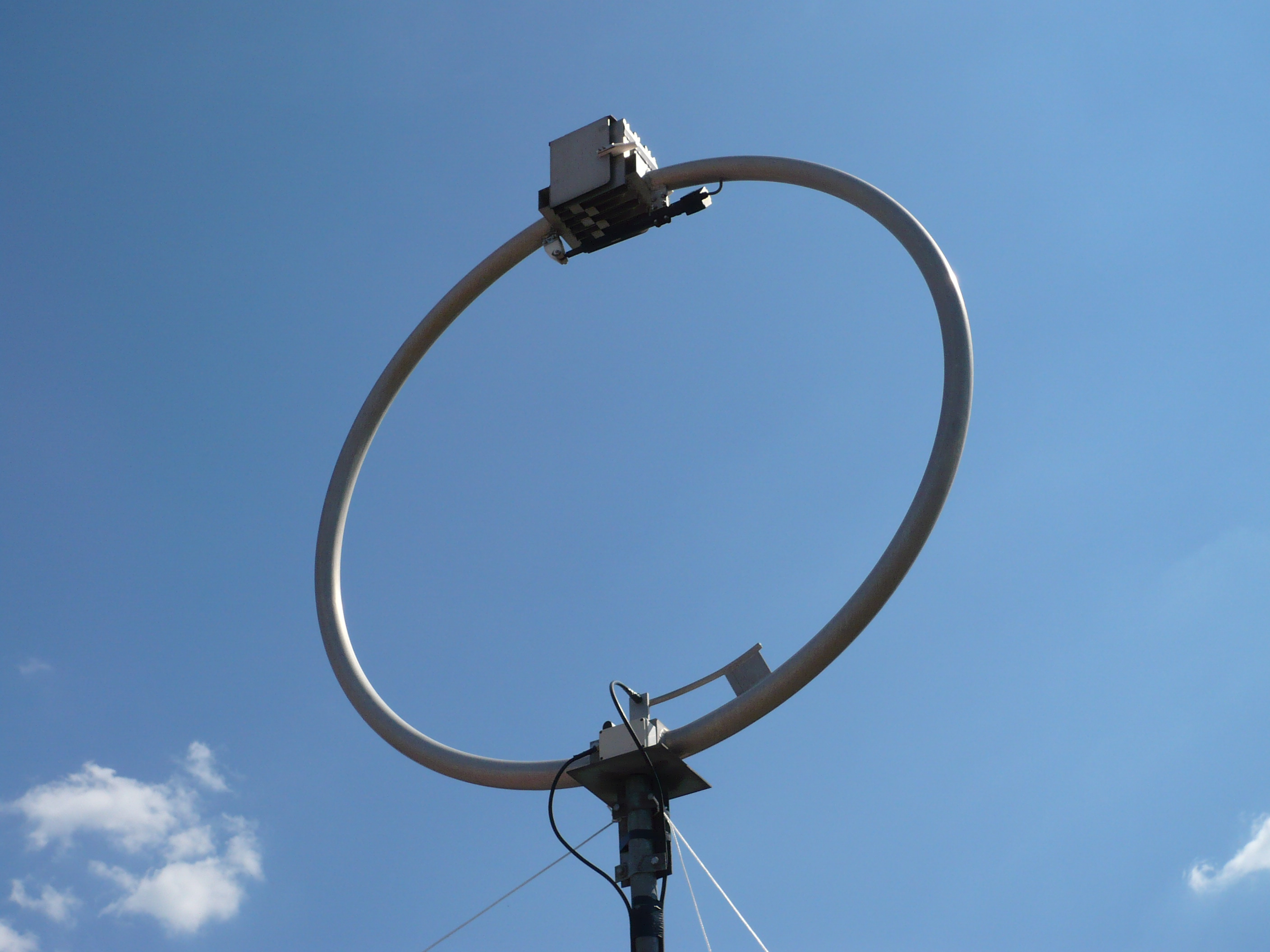
آنتن حلقوی موج کوتاه

آنتن حلقوی یا آنتن حلقه‌ای آنتن رادیویی است که از یک حلقه یا پیچه‌ای از سیم، لوله‌ای که عمدتاً جزء مغناطیسی موج الکترومغناطیسی را دریافت می‌کند یا دیگر رسانای الکتریکی که معمولاً توسط یک منبع متعادل تغذیه می‌شود یا یک بار متعادل را تغذیه می‌کند، تشکیل شده است. در این توضیحات فیزیکی دو نوع آنتن مجزا وجود دارد:
- آنتن‌های حلقوی بزرگ دارای محیطی نزدیک به یک طول‌موج فرکانس کاری هستند، که آنها را در این فرکانس خودتشدید[الف] می‌کند. از این آنتن‌ها هم برای ارسال و هم برای دریافت استفاده می‌شود. آنتن‌های حلقوی تشدیدی دارای الگوی تابش دو-لپ هستند. آنها بیشترین حساسیت را نسبت به امواج رادیویی در دو لپ‌های پهن در جهت مخالف دارند، ۱۸۰ درجه جدا از هم. [ب]
- آنتن‌های حلقوی کوچک در مقایسه با طول موج کاری دارای محیط کوچکی هستند. آنها ممکن است برای ارسال و دریافت استفاده شوند، اگرچه آنتن‌هایی با محیط کوچکتر از {\displaystyle {\frac {1}{10}}} طول‌موج از نظر تابش‌گرها ناکارآمد هستند و فقط برای آنتن‌های دریافت مفید هستند.[پ]

## آنتن‌های حلقوی خودتشدید، بزرگ
فرض می‌شود که برای همه حلقوی‌های بزرگ توصیف شده در این بخش، فرکانس کاری رادیو با اولین تشدید آنتن حلقوی هماهنگ‌شده (تیون‌شده) است. در آن بسامد، یک طول‌موج کامل تقریباً ۹۰٪ محیط حلقه است.
آنتن‌های حلقوی خودتشدید برای بسامدهای موسوم به «موج‌کوتاه» نسبتاً بزرگ هستند، اندازه‌های آنها با توجه به طول‌موج مورد نظر تعیین می‌شود.

### شکل
آنتن‌های حلقوی ممکن است به شکل یک دایره، یک مربع یا هر شکل هندسی بستهٔ دیگری باشد که اجازه می‌دهد محیط کل کمی بیش از یک طول موج باشد. محبوب‌ترین شکل در رادیو آماتور آنتن چهارگوش یا «چهارگوش» است، یک حلقه خود-تشدید به یک شکل مربع به طوری که می‌توان آن را از سیم‌های مفتولی در یک قاب نگهدارنده به‌شکل X ساخت.

### الگوی تابش
الگوی تابش آنتن حلقه خود-تشدید در زاویه‌های راست صفحه حلقه به اوج خود می‌رسد. در بسامدهای پایین‌تر از موج‌کوتاه، یک حلقه کامل از نظر فیزیکی کاملاً بزرگ است و عملاً فقط می‌توان آن را به صورت «خوابیده مسطح»، با صفحه حلقوی به صورت افقی به زمین، نصب کرد که متشکل از سیم‌هایی است که در همان ارتفاع توسط دکل‌ها در گوشه‌های آن پشتیبانی می‌شوند.

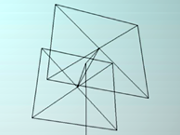
آنتن چهارگوش یک حلقه خود-تشدید به شکل مربع است. این یکی همچنین شامل یک عنصر مزاحم است.

## حلقوی‌های کوچک

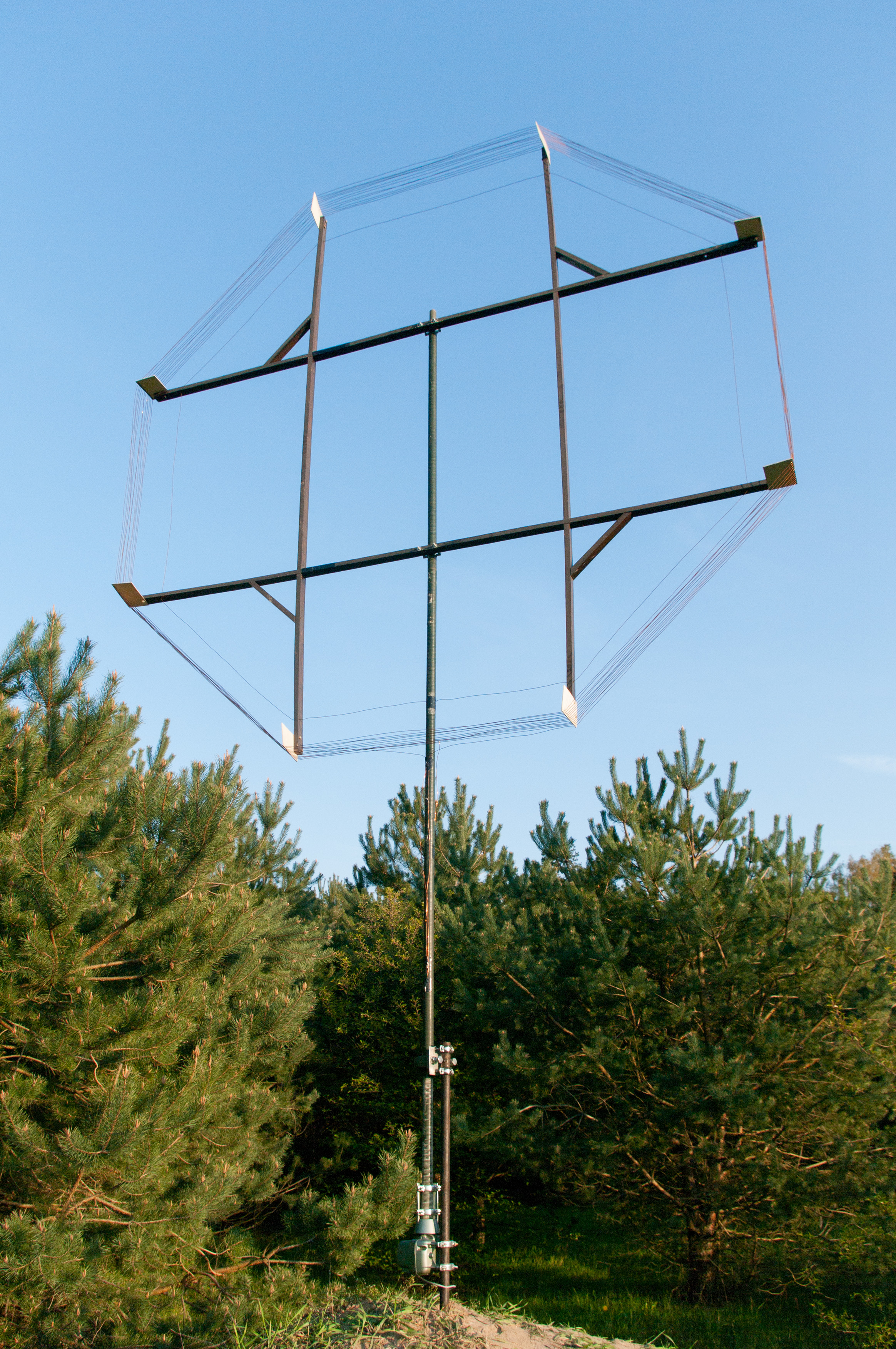
هرچند قطر کامل ۲٫۷ متری، این آنتن گیرنده یک حلقه «کوچک» در مقایسه با طول موج LF و MF است.

حلقوی‌های کوچک (یا حلقوی‌های مغناطیسی) در مقایسه با طول‌موج کاری آنها «کوچک» هستند، به‌طور معمول بین ۵٪ تا ۳۰٪ طول موج در پیرامون. همانند تمام آنتن‌ها ، آنتن‌هایی که بسیار پایین‌تر از تشدید استفاده می‌شوند دارای مقاومت تابشی بسیار کمتری هستند و اهمیت نسبی تلفات اهمی را افزایش می‌دهند و در نتیجه بازدهی آنتن بسیار ضعیف‌تر است. با این حال، ممکن است حلقوی‌های کوچک در فرکانس‌های پایین‌تر (طول‌موج دَه‌ها تا صدها متر) متوسل شوید که اندازه حلقه‌های تشدید و آنتن‌های دوقطبی نیم-موج غیر عملی می‌شوند.
حلقوی‌های کوچک از مزایای آنتن‌های گیرنده در فرکانس‌های زیر ۱۰ مگاهرتز برخوردار هستند.

### حلقوی‌های کوچک گیرنده

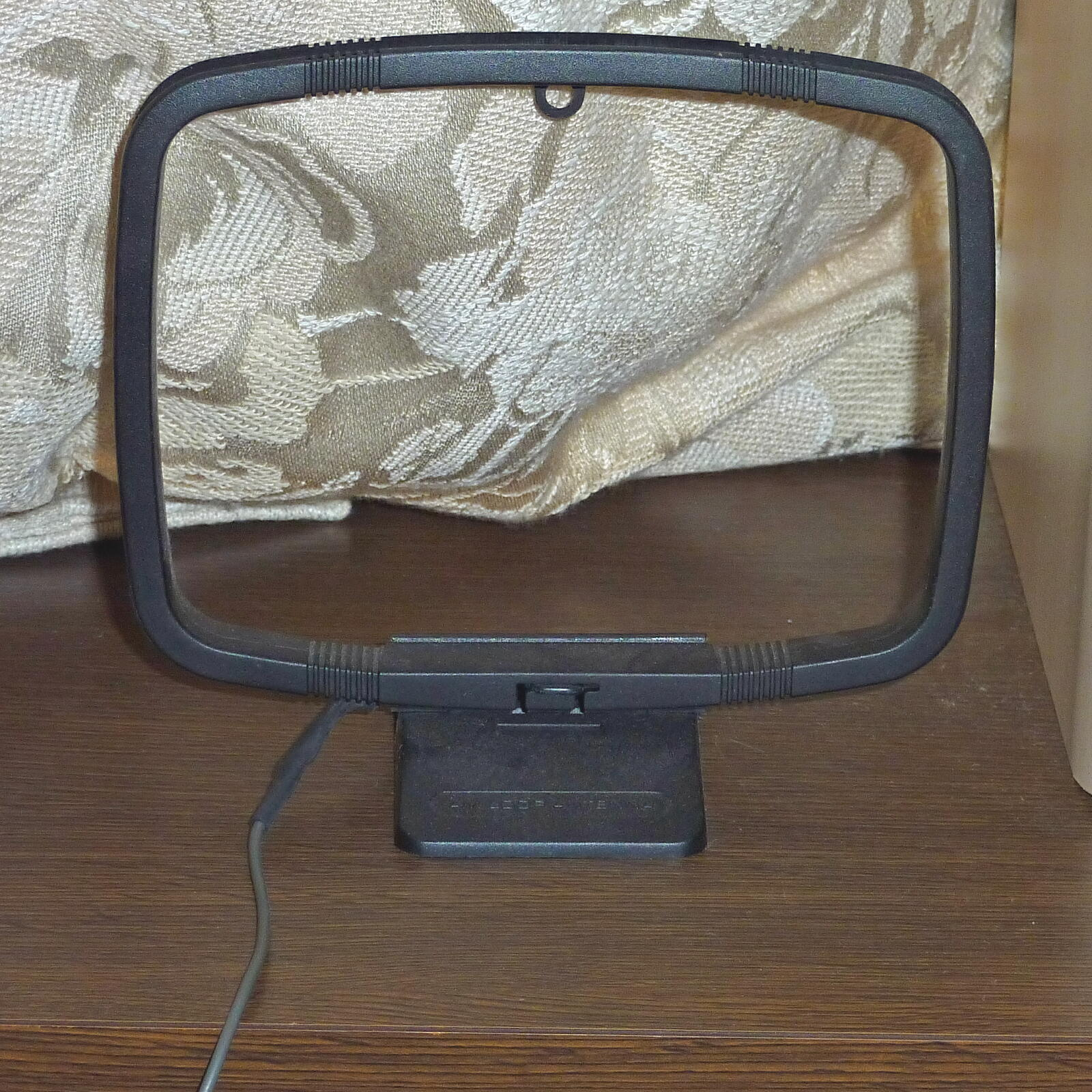
آنتن حلقوی کوچک برای دریافت استفاده می‌شود، متشکل از حدود ۱۰ دور، برروی مستطیل ۱۲ سانتی‌متر × ۱۰ سانتی‌متر.

اگر محیط آنتن حلقوی بسیار کمتر از طول موج‌های کاری مورد نظر باشد، بگویید ۱⁄3 تا ۱⁄۱۰۰ طول‌موج، سپس این آنتن را آنتن حلقوی کوچک مینامند.
آنتن‌های حلقوی کوچک نیز برای جهت‌یابی رادیویی محبوب هستند، تا حدی به دلیل «پوچ» بسیار تیز و تمیز آنها در امتداد محور حلقه: هنگامی که محور حلقه مستقیماً به فرستنده نشانه گرفته شود، سیگنال هدف ناگهان از بین می‌رود.

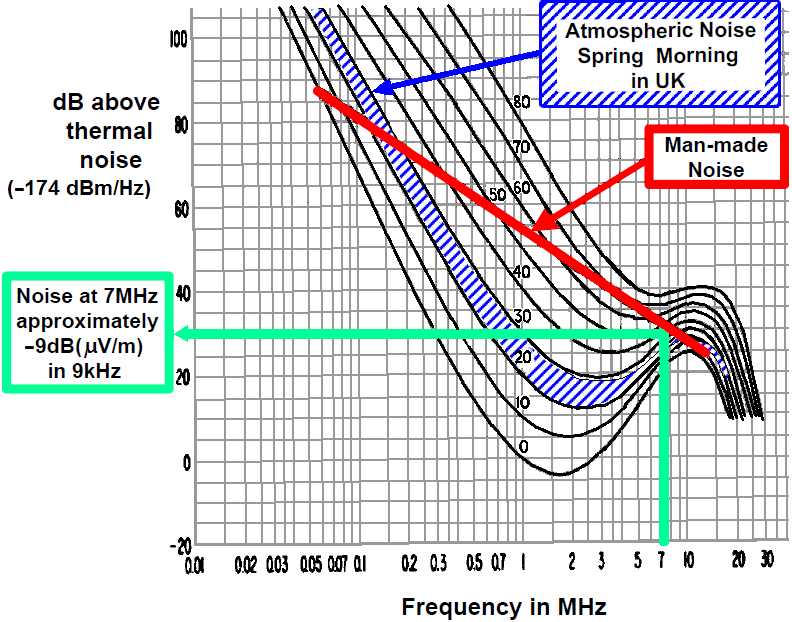
مقدار نویز جَو برای طیف LF، MF و HF مطابق با CCIR 322

مقاومت تابشی RR یک حلقه کوچک به دلیل سازه حلقوی توسط رساناها، عموماً بسیار کمتر از مقاومت تلفاتی LR است که منجر به ضعف بازدهی آنتن می‌شود.

#### آنتن‌های مغناطیسی در مقابل الکتریکی
آنتن حلقوی کوچک از آنجا که رفتار الکتریکی به صورت یک سیم‌پیچ (سلف) دارد، به عنوان حلقه مغناطیسی شناخته می‌شود. به میدان مغناطیسی موج رادیویی در ناحیه‌ای در نزدیکی آنتن تزویج می‌شود، در مقابل به تک‌قطبی و آنتن دوقطبی که به میدان الکتریکی موج تزویج می‌شوند. در یک آنتن گیرنده (اصلی‌ترین کاربرد حلقوی‌های کوچک) میدان مغناطیسی درحال نوسانِ موج رادیوییِ ورودی باعث ایجاد یک جریان در سیم پیچ توسط قانون القای فارادی می‌شود.

#### الگوی تابش و قطبش

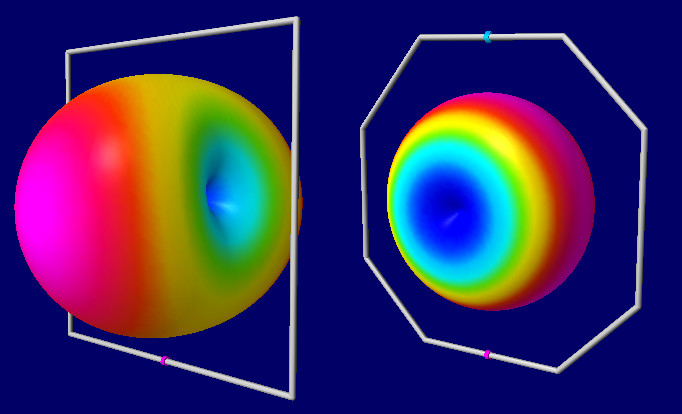
حلقه تمام موج (سمت چپ) بیشینه سطح‌پهن سیگنال را به سیم‌ها دارد که از طرفین پوچ هستند، حلقه کوچک (راست) دارای حداکثر سیگنال در صفحه سیم‌های خود با پوچ‌ها به پهلوی سیم‌ها است. (صورتی و قرمز نشان دهنده تابش «گرم» یا شدید است؛ آبی و نیلی نشان دهنده تابش «سرد» یا کم یا بدون تابش است)

با کمال تعجب، تابش و الگوی دریافت یک حلقوی کوچک کاملاً مخالف حلقه بزرگ خود تشدید (محیط آن نزدیک به یک طول موج است) است. از آنجا که این حلقه بسیار کوچکتر از طول موج است، جریان در هر لحظه به دور پیرامون آن تقریباً ثابت است. با تقارن می‌توان دریافت که ولتاژهای القایی در سیم پیچ‌های حلقه در دو طرف حلقه، با رسیدن سیگنال عمود بر محور حلقه، یکدیگر را حذف می‌کنند؛ بنابراین، یک پوچ در آن جهت وجود دارد.
به دلیل تزویج‌کردن مستقیم آن با میدان مغناطیسی، برخلاف اکثر انواع آنتن دیگر، این حلقوی کوچک نسبت به نویز میدان الکتریکی از منابع نزدیک، حساس نیست. هر چقدر تداخل الکتریکی به حلقه نزدیک باشد، اثر آن خیلی بیشتر از فاصله یک ربع طول موج نخواهد بود.

#### تیون‌سازی ورودی گیرنده
از آنجایی که یک آنتن حلقوی کوچک اساساً یک سیم‌پیچ است، امپدانس الکتریکی آن القایی است، با یک راکتانس القایی بسیار بیشتر از مقاومت تابشی آن. به منظور تزویج به یک فرستنده یا گیرنده، راکتانس سلفی به‌طور معمول با یک ظرفیت موازی حذف می‌شود. از آنجا که یک آنتن حلقه خوب ضریب کیفیت بالایی دارد، این خازن باید متغیر باشد و همراه با مدار هماهنگیِ (تیون) گیرنده تنظیم شود.

#### عدم‌حساسیت به تداخل تولیدشده به صورت محلی
به دلیل تزویج‌کردن مستقیم آن با میدان مغناطیسی، برخلاف اکثر انواع آنتن دیگر، این حلقوی کوچک نسبت به نویز میدان الکتریکی از منابع نزدیک، حساس نیست. هر چقدر تداخل الکتریکی به حلقه نزدیک باشد، اثر آن خیلی بیشتر از فاصله یک ربع طول موج نخواهد بود.

### جهت‌یابی با حلقوی‌های کوچک

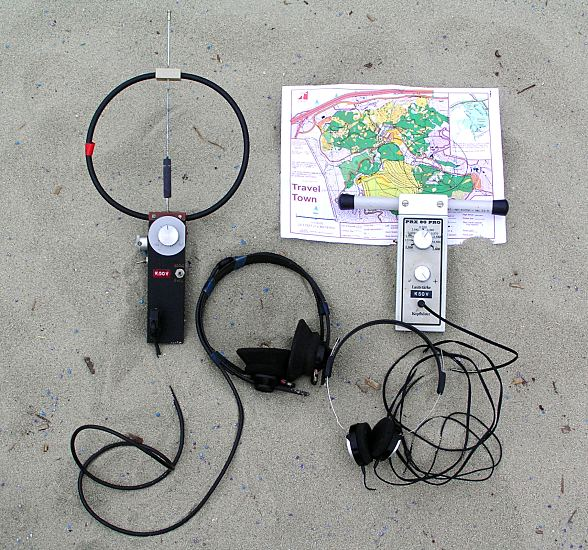
آنتن حلقوی، گیرنده و لوازم جانبی مورد استفاده در جهت‌یابی رادیویی آماتور در طول‌موج ۸۰ متر (۳٫۵ مگاهرتز)

از آنجا که پاسخ جهتی آنتن‌های حلقوی کوچک شامل یک پوچ تند در جهت طبیعی صفحه سطح حلقه است، از آنها برای جهت‌یابی رادیویی در طول موج‌های بیشتر استفاده می‌شود.

### آنتن گیرنده پخش AM
آنتن‌های حلقوی کوچک برای ارسال پرتلفات و ناکارآمد هستند، اما برای فرکانس‌های کمتر از ۱۰ مگاهرتز می‌توانند آنتن‌های عملی گیرنده باشند. مخصوصاً در باند موج‌متوسط (۵۲۰ – ۱۷۱۰ کیلوهرتز) و پایین، که در آنتن‌های اندازه طول‌موج به سختی بزرگ هستند و عدم کارایی آنتن به دلیل مقادیر زیاد نویز جَو بی‌اهمیت است.
گیرنده‌های پخش AM (و سایر رادیوهای فرکانس پایین برای بازار مصرف) معمولاً از آنتن‌های حلقوی کوچک استفاده می‌کنند، حتی اگر یک آنتن تلسکوپی برای دریافت FM متصل باشد.

#### فریت

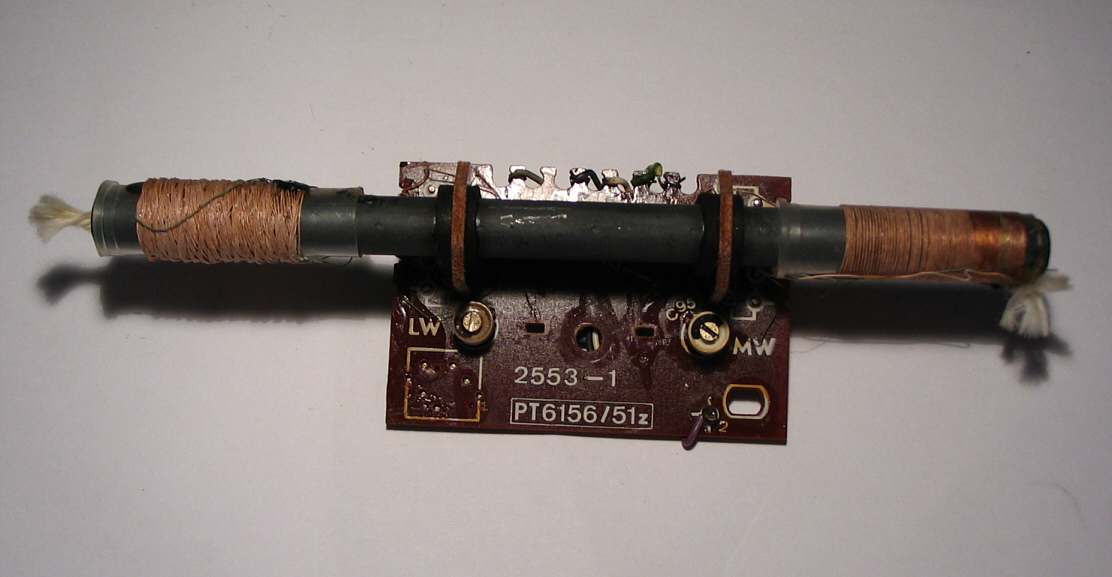
آنتن حلقوی فریت از یک رادیوی AM دارای دو سیم‌پیچ، یکی برای دریافت موج بلند و دیگری برای دریافت موج متوسط (پخش AM). حدود ۱۰ سانتی‌متر درازا. آنتن‌های فریت معمولاً در داخل گیرنده رادیویی محصور می‌شوند.

آنتن‌های حلقوی فریت با سیم پیچی ظریف در اطراف میله فریت ساخته می‌شوند. تقریباً در همه جا در گیرنده‌های پخش AM استفاده می‌شوند. نام دیگر این نوع آنتن، آنتن با میله فریت است.

### حلقوی‌های ارسال‌کننده کوچک

#### اندازه، شکل، بازدهی و الگو

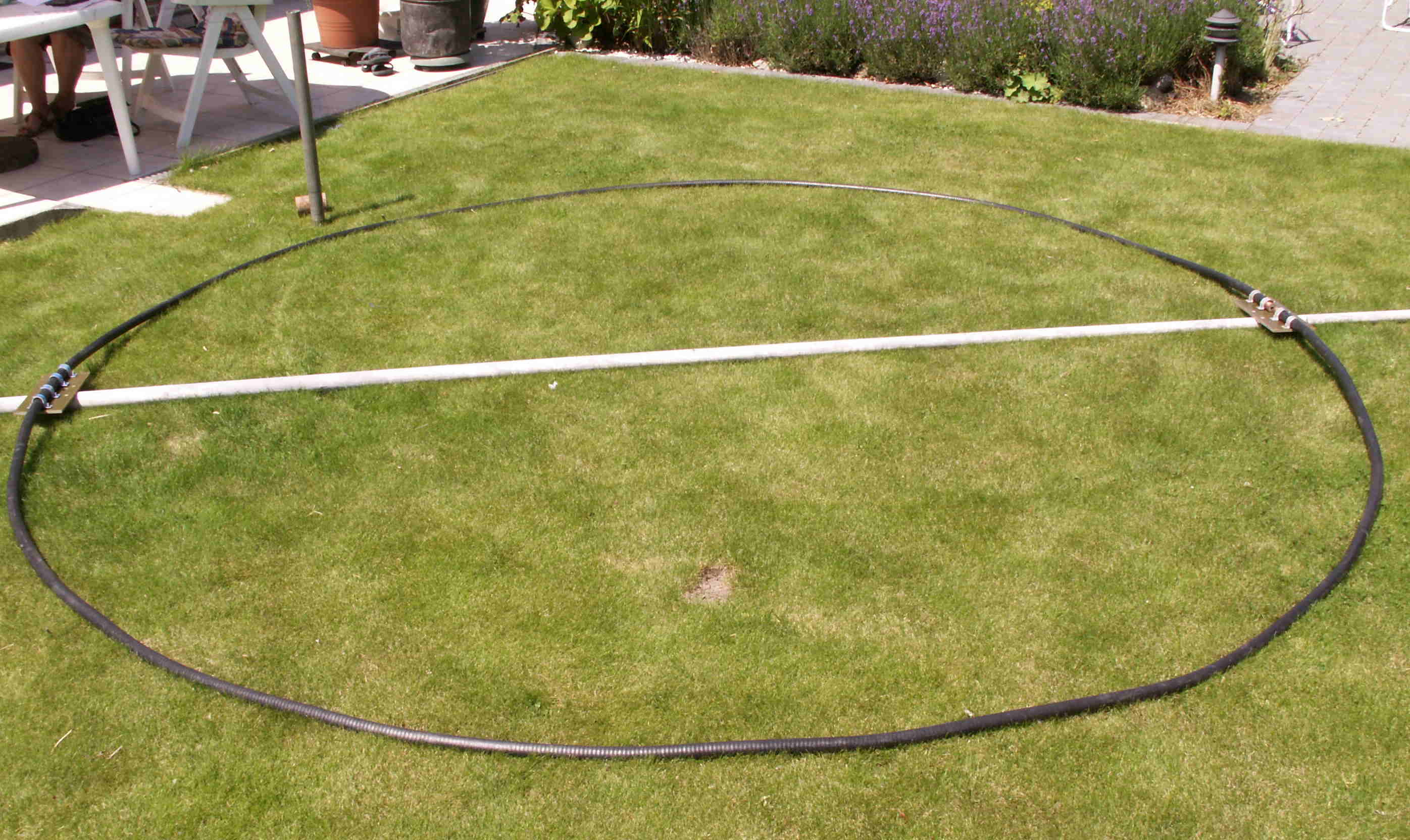
آنتن حلقوی برای رادیو آماتور در دستِ ساخت

حلقوی‌های ارسال‌کننده کوچک در مقایسه با یک طول‌موج کامل «کوچک» هستند، اما به‌طور قابل توجهی بزرگتر از یک حلقوی کوچک فقط-گیرنده هستند، و برخلاف حلقه‌های دریافت‌کننده، حلقه‌های ارسال‌کننده کوچک باید برای طول موج‌های طولانی‌تر «کوچک» شوند. آنها معمولاً در فرکانسهای بین ۳ تا ۳۰ مگاهرتز استفاده می‌شوند. آنها معمولاً از یک تک دور رسانای با قطر بزرگ تشکیل شده‌اند و معمولاً گرد یا هشت ضلعی هستند تا حداکثر مساحت محصور را برای یک محیط مشخص فراهم کنند. کوچک‌تر از این حلقه‌ها بسیار بازدهی کمتر از حلقوی‌های خود-تشدید اندازه-کامل (با اندازه استاندارد) هستند، اما درصورتی که فضا در سطح بالایی قرار داشته باشد، حلقه‌های کوچکتر نمی‌توانند ارتباطات مؤثری را ارائه دهند. ساخت آنتن‌های حلقوی نسبتاً آسان است.

#### تطبیق با فرستنده
علاوه بر سایر فنون‌های متداول تطبیق امپدانس مانند تطابق گاما، حلقوی‌های ارسال‌کننده گاهی با اتصال خط‌تغذیه به یک حلقه تغذیه کوچکتر در داخل ناحیهٔ احاطه شده توسط حلقه اصلی، تطبیق امپدانس می‌شوند. حلقه‌های تغذیه به اندازه ۱⁄۸ تا ۱⁄۵ حلقه اصلی آنتن اصلی هستند. این ترکیب در واقع یک ترانسفورماتور است، با توانی در میدان-نزدیک به صورت القایی از حلقه تغذیه به حلقه اصلی تزویج می‌شود، که خود به خازن تشدیدکننده متصل‌شده است و وظیفهٔ تاباندن بیشتر توان را دارد.

#### محدودیت‌های توان
یک مسئله عملی با حلقوی‌های کوچک به عنوان آنتن‌های ارسال‌کننده این است که این حلقه نه تنها جریان بسیار زیادی از آن عبور می‌کند، بلکه دارای ولتاژ بسیار بالایی در دوسر خازن دارد، به‌طور معمول هزاران ولت، حتی اگر فقط با چند وات از توان فرستنده تغذیه شود. این امر علاوه برداشتن حداقل تلفات دی‌الکتریک (به‌طور معمول در خازن با شکاف-هوایی)، به یک خازن تشدیدکنندهٔ نسبتاً گران و بزرگ با ولتاژ شکست زیاد نیاز دارد. علاوه بر بزرگ‌تر کردن حلقه هندسی، ممکن است با استفاده از رساناهای درازتر یا سایر اقدامات برای کاهش مقاومتِ تلفاتِ رسانا، بازدهی نیز افزایش یابد. با این حال، تلفات کمتر به معنی Q بالاتر و حتی ولتاژ بیشتر روی خازن است.

### آنتن‌های هاله
اگرچه آنتن ظاهری مشابه دارد، آنتن‌های معروف به آنتن هاله از لحاظ فنی حلقوی نیست، زیرا دارای شکافی در رسانا مقابل نقطه تغذیه است. که کاملاً الگوی جریان را تغییر می‌دهد، زیرا شکست در میان ولتاژها کاملاً مخالف و بزرگ هستند. بهتر است به عنوان یک دوقطبی (که همچنین دارای یک ولتاژ بزرگ و جریان صفر در انتهای آن) تحلیل شود که به یک دایره خم‌شده و با خازن-هوا با ظرفیت-کم (به عنوان مثال شکاف) بارگذاری می‌شود.

### سیم‌پیچ آراف‌آی‌دی و گرمایش القایی
سیستم‌های گرمایش القایی، گازهای اجاق القایی و و برچسب‌های آراف‌آی‌دی و آراف‌آی‌دی-خوان‌ها همه با القای مغناطیسی میدان نزدیک به جای امواج ارسال شده از میدان دور تعامل دارند. به عبارت دقیق‌تر، آنها آنتن‌های رادیویی نیستند. استفاده از سیم‌پیچ‌های تزویج‌کننده برای سیستم‌های القایی، از جمله استفاده از آنها در ال‌اف و اچ‌اف، خارج از محدوده این مقاله است.